# 宮村 (岐阜県)
宮村（みやむら）は、岐阜県大野郡にあった村である。2005年2月1日に大野郡内の白川村以外の5町村および吉城郡の2町村とともに高山市へ編入された。
合併後の住所表記は高山市一之宮町（いちのみやまち）である。

## 地理
- 山：川上岳、位山
- 河川：宮川

### 隣接していた自治体
- 高山市
- 下呂市
- 大野郡 久々野町、清見村

## 歴史

### 沿革
- 1889年（明治22年）7月1日 - 町村制施行により大野郡宮村が成立する。
- 2005年（平成17年）2月1日 - 大野郡丹生川村・清見村・荘川村・久々野町・高根村、吉城郡国府町・上宝村と共に高山市へ編入される。

## 行政
- 村長：大江哲雄（1994年7月15日 - 2005年2月1日）

## 教育
- 宮村立宮中学校
- 宮村立宮小学校

## 交通

### 鉄道
- JR東海 高山本線 - 飛騨一ノ宮駅

### 道路
高速道路
- 村内に高速道路はなし。

一般国道
- 国道41号

主要地方道
- 岐阜県道98号宮萩原線

一般県道
- 岐阜県道453号宮清見線
- 岐阜県道455号段久々野線

## 名所・旧跡・観光スポット

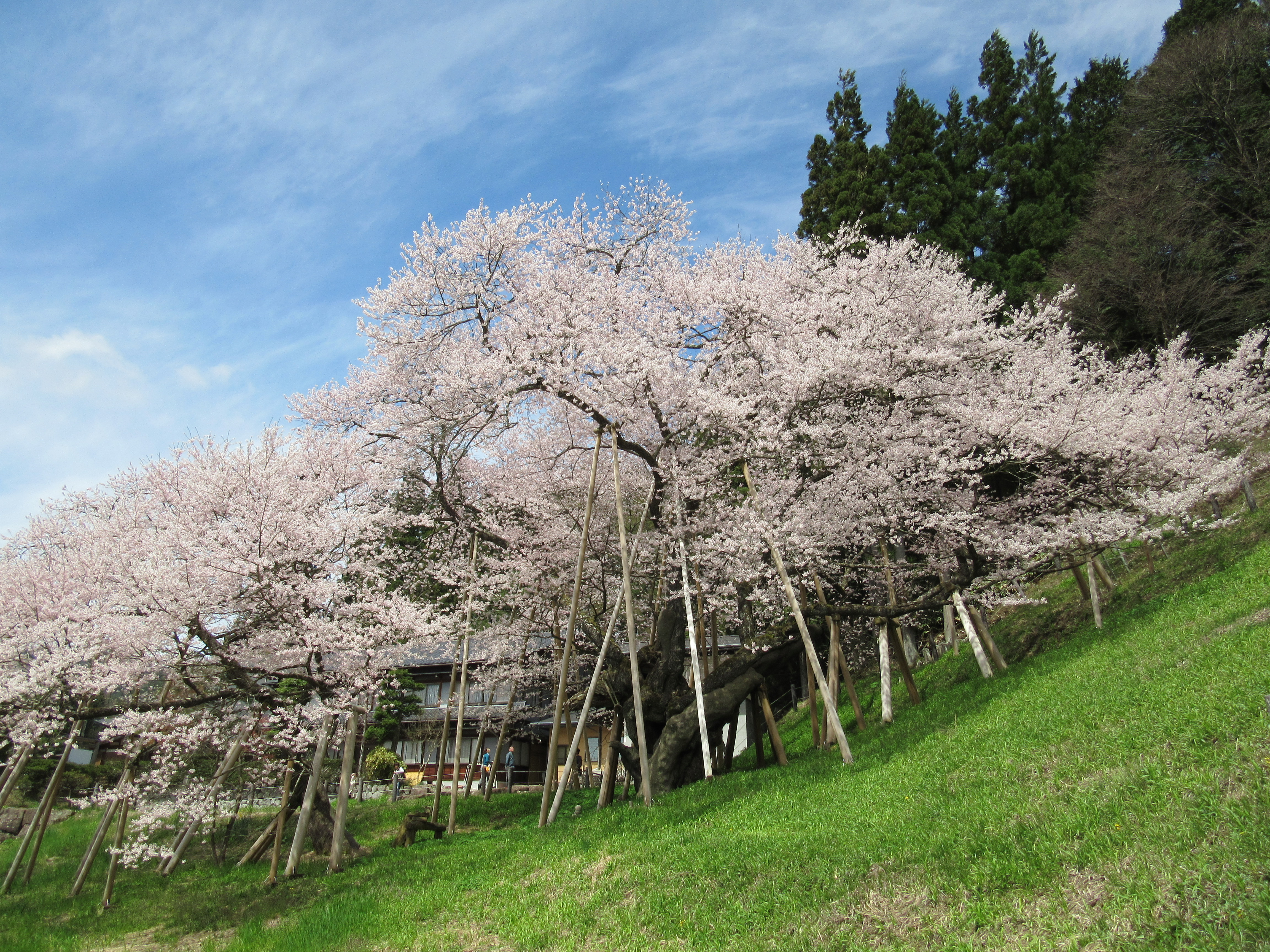
臥龍桜

- モンデウス飛騨位山スノーパーク
- 道の駅モンデウス飛騨位山
- 臥龍温泉
- 臥龍桜
- 飛騨一宮水無神社
- 飛騨位山文化交流館
- 飛騨生きびな祭り